# Prokopov
Prokopov település Csehországban, a Znojmói járásban. Prokopov Grešlové Mýto, Jiřice u Moravských Budějovic, Hostim, Boskovštejn és Blanné településekkel határos. Lakosainak száma 100 fő (2024. január 1.).

## Népesség
A település lakosságának változását az alábbi diagram mutatja:
| Lakosok száma | 207  | 168  | 285  | 180  | 126  | 95   | 96   | 93   | 96   | 100  |
|               | 1869 | 1890 | 1921 | 1950 | 1980 | 2001 | 2017 | 2019 | 2022 | 2024 |